# Nyctemera mundipicta
Nyctemera mundipicta là một loài bướm đêm thuộc phân họ Arctiinae, họ Erebidae.